# Димитрія Деметер
Димитрія Деметер (грец. Δημήτριος Δημητρίου, Дімітрія Деметра або Дімітріє Деметра; 21 липня 1811 — 24 червня 1872) — хорватський поет грецького походження, драматург, новеліст та літературний критик. Відіграв важливу роль у хорватському національному відродженні, через свою участь в Іллірійському русі та внеску у хорватську літературу і театр.

## Біографія
Димитрія Деметер народився у Загребі, який на той час був частиною Австрійської імперії. Його батьки, Теодорос і Афраті, походили з міста Сіатіста. Навчався в середній школі в Загребі та Граці. У 1829 році почав вивчати медицину у Відні, а закінчив у 1836 році в Падуї, захистивши дисертацію під назвою De Meningitide. Повернувшись до Загреба, став учасником Іллірійського руху. Незабаром залишив медицину та взявся за створення професіонального хорватського театру.
Помер 24 червня 1872 року у Загребі. Спочатку був похований на православному кладовищі в районі Пантовчак, а у 1870-х роках його останки були перенесені до Мирогойського кладовища.

## Літературна діяльність та театр
Творчість Деметера охоплювала різні жанри, включаючи поезію, драматургію та літературну критику. Також писав фейлетони, лібрето для опер Ватрослава Лисинського. Початком його літературної діяльності стали вірші грецькою мовою, інтимна лірика, драма «Віргінія» (Virginija) та втрачена драма «Діон» (Dion). У 1838 році видав «Драматичні спроби — частина перша» (Dramatička pokušenja — dio parvi) з програмною передмовою, де виклав своє бачення драми та театру.
Деметер орієнтувався на німецьку класицистичну поетику та стару дубровницьку драму. Його найважливішим драматичним твором є трагедія «Теута» (Teuta) (1844), яка розповідає про іллірійську царицю Теуту, розпад її держави та втрату свободи її народом. Драма поєднує класицистичні, романтичні та сентиментальні елементи, відображаючи політичні ідеали ілліризму.
Іншим видатним твором Деметера є епічна поема Гробнічко поле (Grobničko polje) (1842), яка заснована на перемозі хорватів над монголами 1242 року.
Основна ідея творчого світогляду Деметера зосереджується на загальнолюдських питаннях, представляючи їх у формі боротьби між добром і злом, де зрештою перемагає добро. У своїх творах Деметер використовував мотиви Вергілія, Тассо, Шекспіра, Шиллера тощо.
Серед поезій Деметера особливу увагу заслуговує «Пісня хорватів» (Pjesma Hrvata), що написана восьмискладовим віршем.
Також Деметер був редактором альманахів патріотичного спрямування: Iskra, Südlavische Zeitung, Danica ilirska, Narodne novine та Hrvatski Sokol.
Деметер зробив значний внесок у розвиток Хорватського національного театру в Загребі, працюючи над популяризацією хорватської мови та культури. Його діяльність сприяла становленню театру як важливого культурного осередку країни. Він написав першу хорватську театральну критику п'єси «Юран і Софія» Івана Кукулєвича Сакцинського.

## Спадщина
Димитрія Деметер залишив значний слід у хорватській літературі та мистецтві як письменник, критик і культурний діяч. Його внесок у національне відродження та культурний розвиток і сьогодні високо цінується в хорватських літературних і театральних колах.